# Финн Беноа, Джон Джо Патрик
Джон Джо Патрик Финн Беноа (англ. John Joe Patrick Finn Benoa; родился 24 сентября 2003, Мадрид) — испанский и ирландский футболист, полузащитник клуба «Реймс».

## Клубная карьера
Уроженец Мадрида, Джон Патрик тренировался в футбольной академии клуба «Реал Мадрид» с 2012 по 2014 год. В дальнейшем выступал за молодёжные команды клубов «Канильяс» и «Алькобендас». В 2018 году стал игроком футбольной академии клуба «Хетафе».
5 декабря 2020 года дебютировал в основном составе «Хетафе» в матче испанской Примеры против «Леванте». В возрасте 17 лет и 42 дней стал самым молодым дебютантом в истории «Хетафе».

## Карьера в сборной
Отец Джона Патрика — ирландец из Баллихониса, мать — франко-камерунка. Так как Джон Патрик родился в Испании, он может выступать за национальные сборные Испании, Ирландии и Камеруна.
В марте 2021 года главный тренер сборной Ирландии до 21 года сообщил, что Джон Патрик хочет выступать за сборную Ирландии.